# 瓦戈納灣
瓦戈納灣（Wagoner Inlet）是南極洲的海灣，位於埃爾斯沃思地，處於廷洛夫半島和斯塔爾半島之間的瑟斯頓島北部，在1946年12月根據美國海軍拍攝的空中照片繪入地圖，現時由南極條約體系管理。
72°1′S 99°47′W / 72.017°S 99.783°W